# Agnes von Wittelsbach
Agnes von Wittelsbach, auch Agnes von Bayern (* 1335 oder 1345; † 11. November 1352 in München) war eine bayerische Prinzessin aus dem Hause Wittelsbach und Klarissin in München.

## Leben

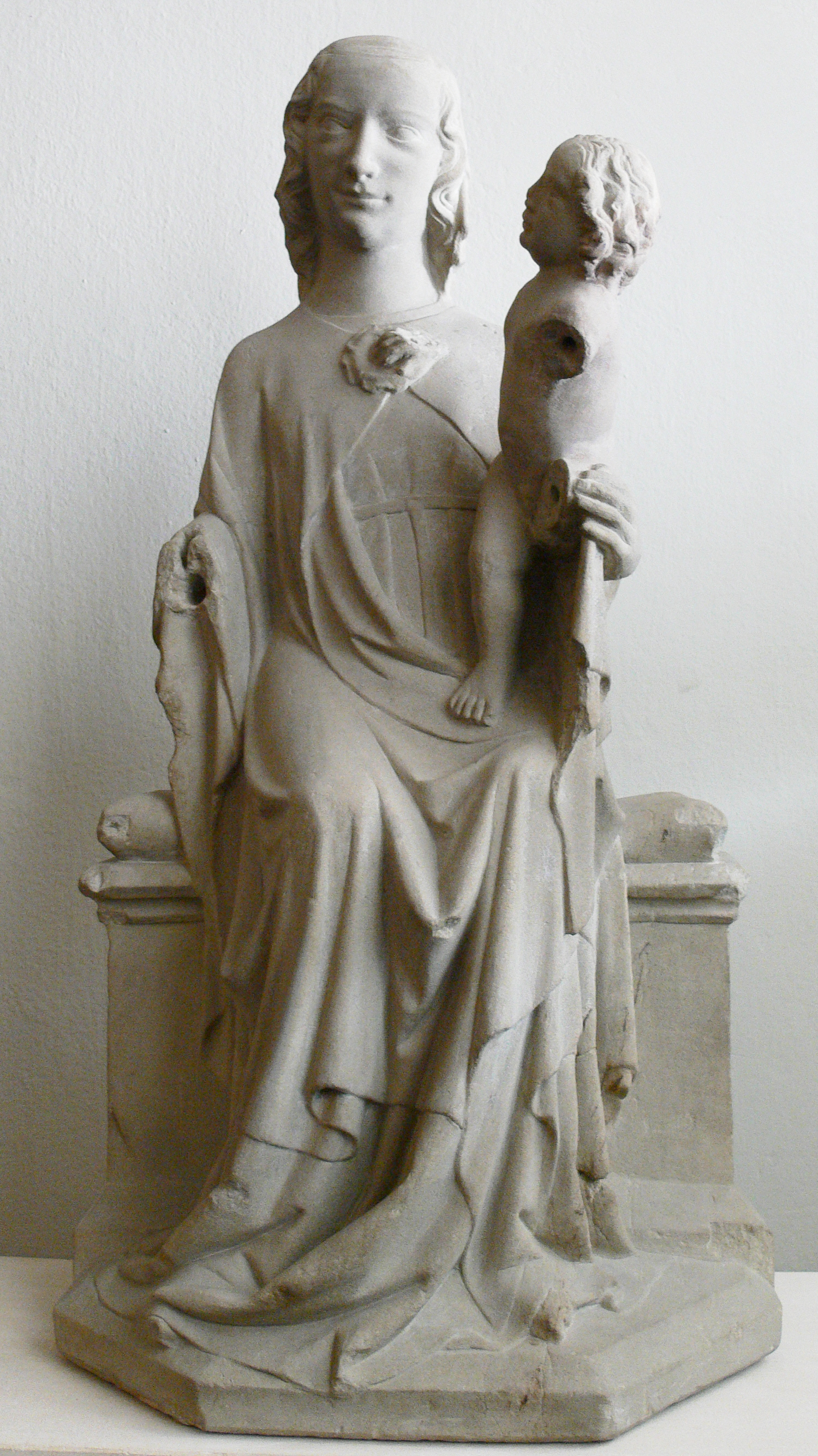
Madonna die Ludwig der Bayer dem Kloster St. Jakob schenkte; vermutlich aus Anlass des dortigen Eintritts seiner Tochter Agnes

Agnes war eine Tochter Kaiser Ludwigs des Bayern und eine Cousine des Kurfürsten Ruprecht I. von der Pfalz. Ihr Geburtsjahr ist unklar. Sicher überliefert sind 1338 als Eintrittszeit in das Kloster Sankt Jakob am Anger und ihr dortiger Tod im Jahre 1352. 
Sie wurde vermutlich als Kind zur Erziehung bzw. Ausbildung dorthin gegeben und ließ sich dann als Novizin in die Gemeinschaft aufnehmen. Das Kloster St. Jakob besaß eine Madonnenfigur, die sich heute im Bayerischen Nationalmuseum befindet. Traditionellerweise wurde sie als Geschenk Ludwigs des Bayern angesehen, welches vermutlich anlässlich des dortigen Eintritts seiner Tochter Agnes erfolgte.
Man nennt auch 1345 als Geburtsjahr der Agnes, was aber vermutlich auf einem Schreibfehler beruht, der erstmals 1424 auftaucht. Da dann der Ordenseintritt von 1338 unmöglich gewesen wäre gingen Historiker früher von zwei Nonnen-Töchtern des Kaisers namens Agnes aus und bezeichneten sie als Agnes I. und Agnes II. Daraus resultiert, dass Agnes in der Überlieferung bei ihrem Tod zuweilen als Kind, zuweilen aber als junge Frau erscheint. 
Magnus Jochams bayerische Heiligensammlung Bavaria Sancta berichtet 1861 unter Verweis auf ältere Quellen (Band 2, Kapitel 170, S. 292–294), dass „Agnes durch Wohlgestalt und Schönheit ausgezeichnet“ war, weshalb der Hof und die Regierenden die Rückkehr in die Welt verlangt hätten. Als man sie mit Gewalt aus dem Kloster holen wollte, habe sie sich in die Kirche geflüchtet, dort das in der Monstranz ausgesetzte Allerheiligste umarmt und Christus angefleht, er solle nicht zulassen, dass man sie aus dem Konvent wegbringe. Diese Szene wurde später öfter bildhaft dargestellt.
Bald nach diesem Ereignis hätten sich bei ihr Stigmata gezeigt, in der Form von großen eitrigen Geschwüren, an den fünf Stellen der Wunden Jesu. Deshalb habe man Agnes schließlich im Kloster belassen, wo sie am 11. November 1352, in jugendlichem Alter starb, noch bevor sie ihre Profess abgelegt hatte. Sie wurde im Chor der Klosterkirche bestattet.

## Grabstätte und Reliquien
1672 erfolgte eine Graböffnung und laut der Bavaria Sancta habe sich dabei „ein wunderbar lieblicher Wohlgeruch in der ganzen Kirche und im ganzen Klostergebäude verbreitet.“ Kurfürst Maximilian II. Emanuel regte 1701 in Rom ihre Seligsprechung an, ebenso die ihrer im gleichen Kloster, im Ruf der Heiligkeit, verstorbenen Verwandten Prinzessin Barbara von Bayern (1454–1472).

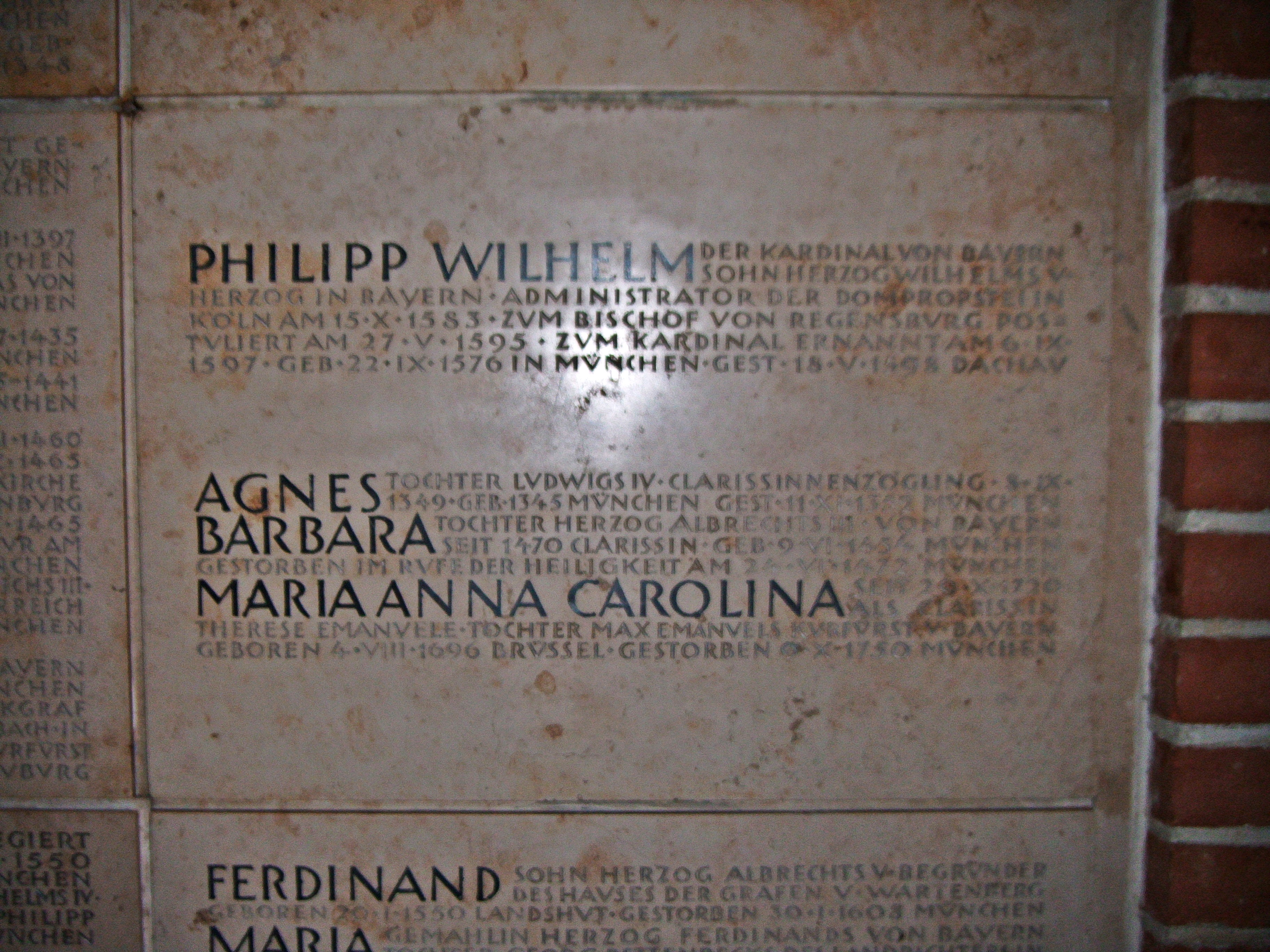
Grabstätte, Wittelsbachergruft, Frauenkirche München

1703 vereinte man die Gebeine beider Wittelsbacher-Prinzessinnen in einem gemeinsamen neuen Sarg. Bei der Auflösung des Klosters St. Jakob am Anger bettete man Anfang des 19. Jahrhunderts zusätzlich auch die Überreste der 1750 hier verstorbenen Klarissin Maria Anna von Bayern in den Sarg um. Dieser wurde 1809 auf Befehl König Max I. Joseph in die Fürstengruft der Münchner Frauenkirche überführt.
Man befestigte daran eine Metallplatte mit folgender Inschrift:

„Gebeine von Clarissinen am Anger, aus dem Hause Bayern, die einst nach dem Tode der Einzelnen, in einzelnen Särgen in dem Kloster geborgen, jetzt aber auf Befehl des Königs, in diesem einen Sarg gesammelt und in diese Kirche übertragen worden sind, am 20. Februar 1809“

Hier liegen nun die drei Wittelsbacherinnen aus dem Angerkloster in einem Gemeinschaftsgrab und sind auf der gleichen neuzeitlichen Grabplatte verzeichnet. Bei Prinzessin Agnes erscheint dort das vermutlich falsche Geburtsjahr 1345, übernommen von der Sargbeschriftung des Jahres 1809.

## Literatur

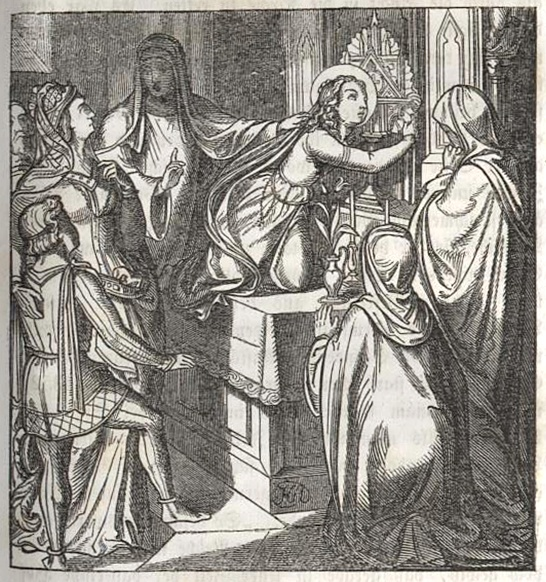
Prinzessin Agnes umarmt die Monstranz in der Klosterkirche St. Jakob am Anger, München. Darstellung der bekanntesten Szene aus ihrer Lebensgeschichte, um 1850